# Плещеев, Иван Евстафьевич
Ива́н Евста́фьевич Плеще́ев (по прозвищу Неудача) — воевода в Верхотурье, Ряжске.

## Биография
Плещеев был воеводой в Верхотурье в 1603—1605 годах. Там ему предстояло заботиться о выборе в вогульских юртах места для поселений там русских плотников, ежегодно присылаемых для построения судов под хлебные запасы, отправляемые в сибирские города. А также следить за торговлей и сбором таможенных пошлин, так как имели место случаи торговли пушным и разным другим товаром без уплаты в казну десятинной пошлины. Помимо этого Плещеев должен был подготавливать в стрелецкую службу вогульских новобранцев и набирать в службу и на пашню в Томск «охочих молодцов, молодых, добрых и стреляти б которые умели, а старых и худых не прибирали б».
11 июня 1605 года Лжедимитрий I послал Плещееву грамоту, что будучи спасён в детстве от убийства, задуманного Борисом Годуновым, он вступил теперь на прародительский престол и прощает всех, признавших Бориса Годунова своим государем. Лжедимитрий велел привести к присяге всех жителей Сибири, по приложенному образцу, и прислать в Москву списки как всем присягнувшим ему в верности дворянам и подьячим, так и приведённым по магометанскому закону к шерти татарам.
А как к крестному целованию приведете, и мы вас и их пожалуем великим своим царским жалованьем, чего у вас на разуме нет.
В 1607 году Плещеев был воеводой в Ряжске и доносил царю Василию Ивановичу Шуйскому, что на Песошне «воров» побили и городок Песошно взяли.
В 1611 году он в числе выборных дворян от города Владимир с окладом в 800 чети. 